# Schleuderballwurf
Schleuderballweitwurf, Schleuderballwerfen genannt, ist eine Ballsportart, die zu den leichtathletischen Disziplinen gehört und im Einzel durchgeführt wird. Der Schleuderball hat eine am Ball befestigte Schlaufe (Handgriff). Mittels Drehung wird er beschleunigt und auf Weite geschleudert. Der Weltrekord liegt bei 86,92 m (Alwin Wagner, 21. August 1982, Werfertag in Lohfelden).

## Geschichte

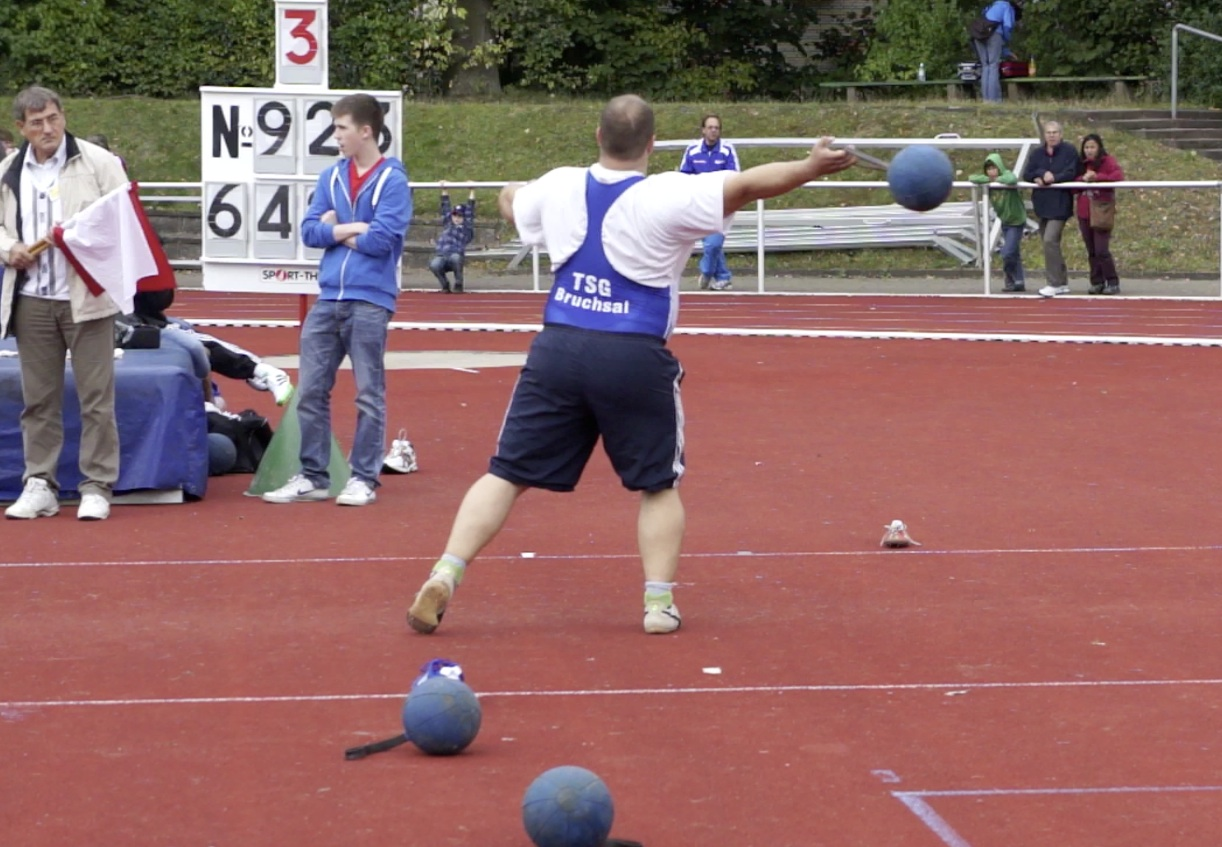
Drehtechnik: Haltephase des Schleuderballs vor dem Eindrehen. (Martin Michael Schmidt, TSG Bruchsal; mehrfacher Badischer Jugend- und Herren-Meister sowie Deutscher Meister in der Jugend mit 73,79 m, 1 kg; Platz 60 der Deutschen Ewigenbestenliste bei den Männern, 1,5 kg).

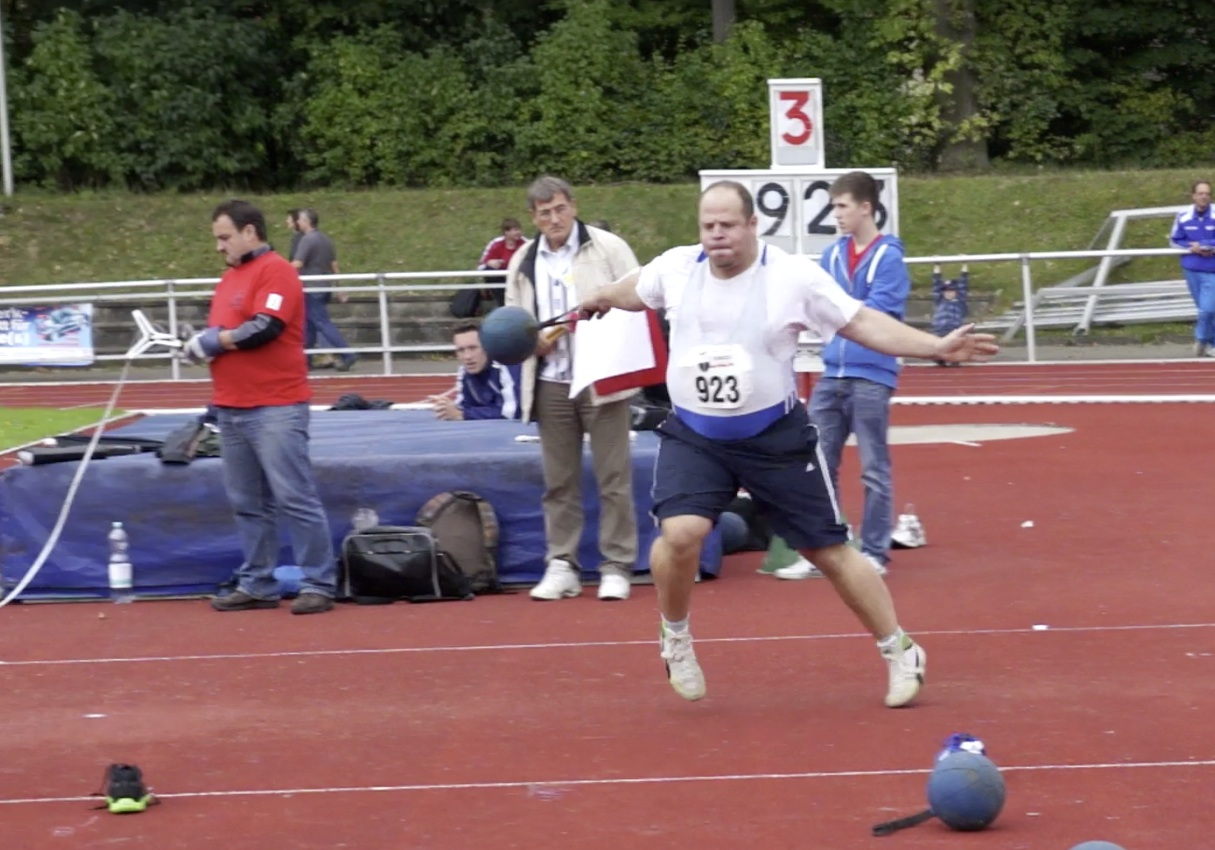
Drehtechnik: Eindrehen in zweite Vorwärtsdrehung.

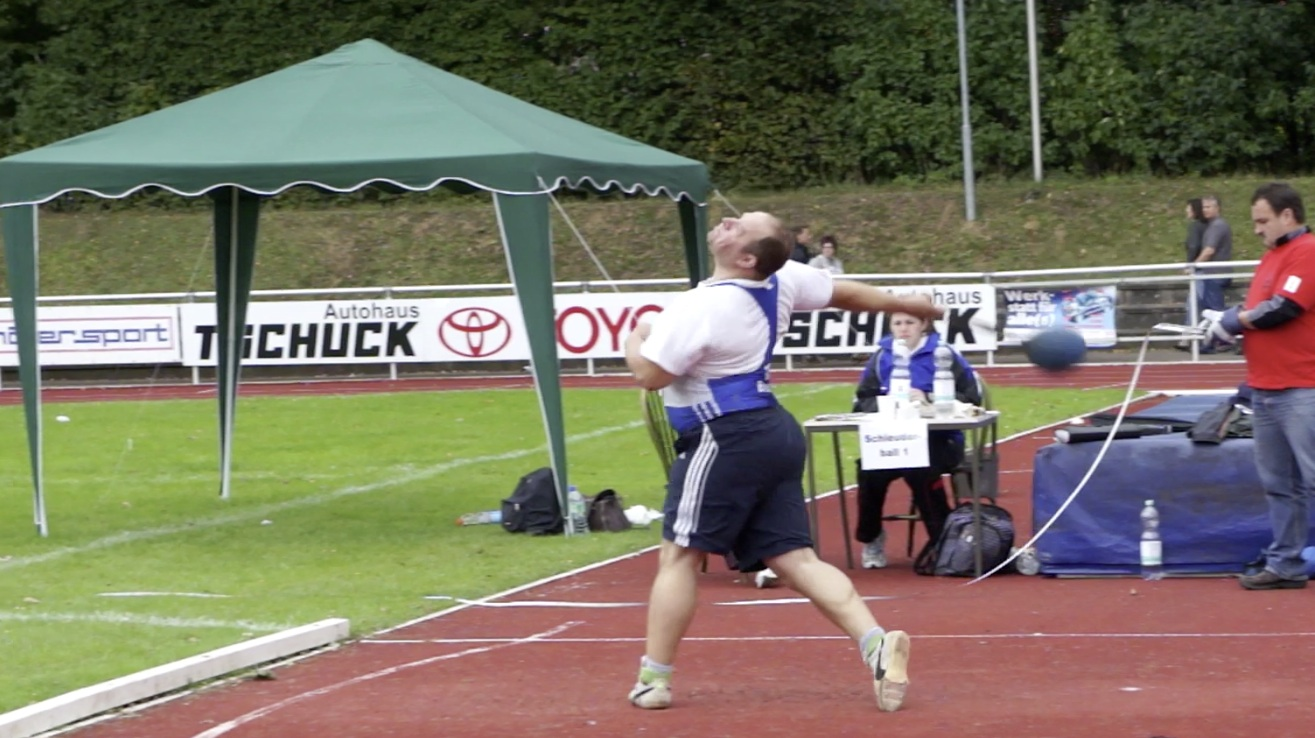
Drehtechnik: Abwurf.

Der Schleuderballwurf entwickelte sich aus dem  Schleuderballspiel, das Ende des 19. Jahrhunderts in Deutschland eingeführt wurde. Auf den ersten Deutschen Turnfesten in Dresden (1885) und München (1889) wurden erstmals Turnspiele vom Akademischen Turnerbund vorgeführt. Dabei fand das Schleuderballwerfen des Berliner Akademischen Turnvereins besondere Beachtung. Laut Literatur wird in der Nähe Berlins, im Schlosspark „Schönholz“, der Ursprung der allgemeinen Spielbewegung gesehen. Anfang der 1890er Jahre waren es wieder die Berliner, die ein Schleuderballspiel erprobten. Als Wurfgerät benutzte man einen Ball mit einem festen, runden Lederbügel, der sich über den halben Durchmesser des Balles spannte.

## Wettkampf in Deutschland
Der Schleuderballwurf wird in Deutschland im Deutschen Turnbund (DTB) als  Einzeldisziplin über Bezirksmeisterschaften (nur in Niedersachsen) und Landesmeisterschaften (in allen Landesturnverbänden) bis zu Deutschen Meisterschaften wettkampfmäßig betrieben. Nur auf den Landesmeisterschaften des Turnerbundes kann man sich durch das Erreichen der erforderlichen Weite für die Deutschen Meisterschaften qualifizieren.  Im Deutschen Leichtathletik-Verband wird diese Disziplin nicht ausgeübt.
Die Wettkampfregeln des DTB sehen folgendes vor:
1. Der Schleuderball besteht aus einer Leder- oder Kunststoff-Gummihülle mit einer formbeständigen Füllung und hat als Handgriff eine Lederschlaufe, die 28 cm (±1 cm) lang und 2,0 cm (±0,3 cm) breit ist. Der Durchmesser liegt je nach Ballgewicht bei 65 bis 70 cm
2. Das Ballgewicht variiert nach Alters- und Geschlechtsklasse:
  - 1,5 kg:  M m18–19 bis M m55–59
  - 1,0 kg: M/W m14–15 und M/W m16–17, W m18–19 bis W m55–59, M m60–64 und älter
  - 0,8 kg: M/W m12–13 und jünger, W m60–64 und älter
3. Der Abwurf erfolgt im Abwurfraum aus dem Stand, mit Anlauf oder aus der Drehung heraus. Die Länge des Anlaufes und die Zahl der Drehungen sind vorgeschrieben.
4. Die seitlichen Begrenzungslinien dürfen während des Versuches weder berührt noch überschritten werden. Der Balken darf an der Innenseite zum Abwurfraum berührt werden, jedoch nicht an seiner Oberseite.
5. Der Versuch ist beendet beim Auftreffen des Balls auf dem Boden. Erst dann darf der Werfer bzw. die Werferin in den Anlauf-/Abwurfraum seitlich oder nach hinten verlassen. Ein Überschreiten des Balkens oder dessen seitlicher Verlängerung macht den Versuch ungültig.

Als Einzeldisziplin wird der Schleuderballwurf auch zum Erwerb des deutschen Sportabzeichen oder in den Bundesjugendspielen angeboten.

## Techniken

### Drehtechnik
Die Drehtechnik kommt der Technik des Diskuswerfens gleich.  Mit einem Schleuderball können die Grundlagen eines Drehwurfs gut erarbeitet werden. Dabei wird der Schleuderball beim Rechtswerfer in der rechten  Hand gehalten.  Dabei gibt es Haltetechniken mit zwei, drei oder sogar vier Fingern. Die Schlaufe des Riemens wird im zweiten und dritten Fingerglied geführt. Bei neuen Riemen kann es dabei zu Verletzungen kommen.
Manche Drehtechniker drehen den Ball durch eine Überkopfrotation an; dabei läuft man Gefahr, dass beim Eindrehen des Oberkörpers in die Bewegung der Arm nicht hinten am Körper geführt wird. Dadurch verliert man Beschleunigungsweg, um den Schleuderball aus dem Arm zu beschleunigen. Um die Drehtechnik in die Bewegung einzuleiten, ist das Führen des Balles in komplett ausgestreckter Position des Armes notwendig. Durch die Drehung wird der Schleuderball auf einem möglichst langen Weg fortlaufend beschleunigt. Dabei wird das Gerät durch die Beine überholt, wodurch sich eine Vergrößerung der Verwringung zwischen Schulter- und Beckenachse ergibt. Bei der Verwringung entsteht eine Spannung, die man mit der eines Bogens vergleichen könnte. Man spricht deswegen auch von „Bogenspannung“.
Manche Schleuderballwerfer machen nur eine Drehung, manche zwei oder mehr. Kurz vor dem Abschluss des Wurfes wird das Stemmbein als Fixierpunkt eingesetzt. In dieser Stellung beginnt eine möglichst explosive Dreh-Streckbewegung des hinteren Beines, die die rechte Hüfte und die rechte Schulter nach vorne bringt. Wenn das Körpergewicht über das linke Bein kommt, gelangen Becken- und Schulterachse in Wurfrichtung. Anschließend erfolgt der Abwurf mit langem Wurfarm in Schulterhöhe.

### Friesentechnik

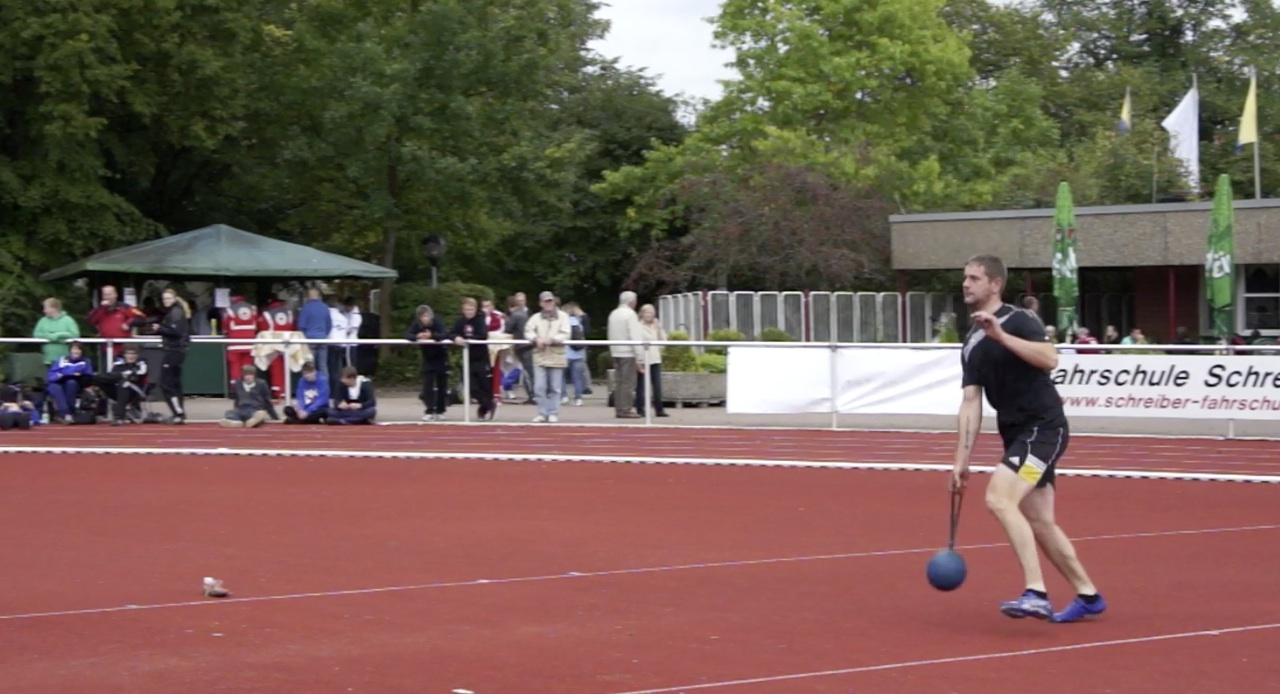
Friesentechnik: Anlauf.

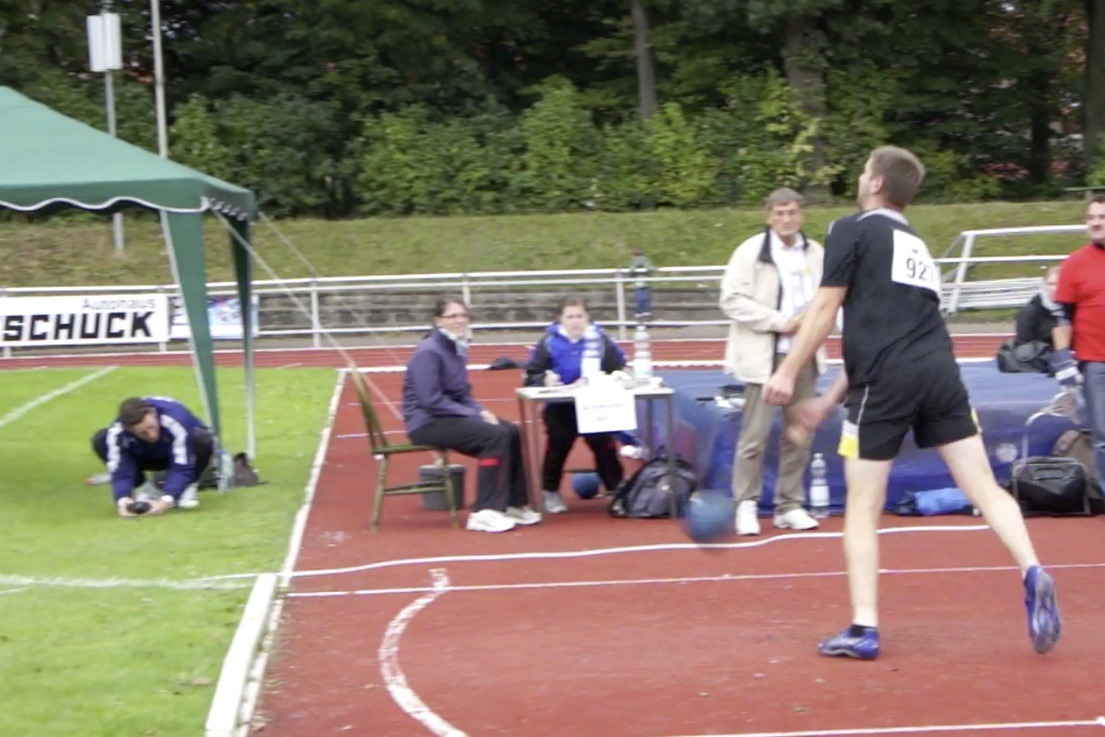
Friesentechnik: Abwurf.

Schleuderballwerfen zählt zu den klassischen Sportdisziplinen des Friesensports. Die friesische Wurfart ist eng mit der Wurftechnik der Friesenspieler, den Klootschießern, verwandt. Beim Aufsetzen des rechten Fußes ist der rechte Arm ebenfalls unten. Bei der weiter geführten Armaufwärtsbewegung wird der linke Fuß vorgesetzt. Diese Bewegung wird anschließend Schritt für Schritt fortgesetzt, bis sie in einen Steigerungslauf übergeht. Während des Laufens zeigt der linke Arm leicht nach vorn in die vorgegebene Wurfrichtung. Er bewegt sich nicht starr, sondern locker in leicht rotierender Form. Es gibt Besonderheiten mit Wurf aus der Seitbewegung oder Wurf mit Sprung.
Beim Schleuderballspiel wird ausschließlich der Friesenwurf benutzt, weil dieser durch die vertikale Armdrehung und  die vorwärts gerichtete Bewegung auf dem nur 15 m breiten Spielfeld eine genügend große Richtungsgenauigkeit ermöglicht.